# Branko Crvenkovski
Branko Crvenkovski (Sarajevo, 12. listopada 1962.) bivši je predsjednik Sjeverne Makedonije (2004. – 2009.) i Vlade Sjeverne Makedonije 2002. – 2004. i 1992. – 1998. godine.

## Životopis

### Mladost i školovanje
Crvenkovski je rođen 12. listopada 1962. godine u Sarajevu, Bosni i Hercegovini, dio tadašnje SFRJ. Diplomirao je 1986. godine računarstvo i automatizaciju na Elektrotehničkom fakultetu Sveučilišta Sv. Ćirila i Metoda u Skopju. 

### Politički život
Crvenkovski je izabran za člana Sabora SR Makedonije na prvim višestranačkim izborima u bivšoj Jugoslaviji 1990. nakon što je nekoliko godina proveo na dužnosti šefa odjela u tvrtci Semos u Skopju. 
Bivši komunist, Crvenkovski se nalazi na čelu Socijaldemokratske unije Makedonije (SDSM) od travnja 1991. godine. Prvi je premijer Sjeverne Makedonije postao 5. rujna 1992. nakon njezinog odcjepljenja od Jugoslavije, a na toj je dužnosti ostao još četiri godine nakon izbora u prosincu 1994. godine.
Nakon što je široka opozicijska koalicija predvodena SDSM-om Crvenkovskog pobijedila na parlamentarnim izborima 15. rujna 2002., Crvenkovskog je njegova stranka 7. listopada nominirala za mjesto premijera, a bivši predsjednik Boris Trajkovski povjerio mu je mandat za formiranje nove državne vlade. 
Vladajući SDSM istakao je Crvenkovskog kao svojeg kandidata za mjesto predsjednika na izborima 14. travnja. Zbog nedostatnog odaziva birača, Crvenkovski i njegov suparnik Saško Kedev iz VMRO-DPMNE-a suočili su se u drugom krugu izbora 28. travnja. Crvenkovski je proglašen pobjednikom sa 63 posto glasova. 
"Dobri međuetnički odnosi osnova su stabilnosti u Makedoniji" i "najkraći put ka sudjelovanju u europskim i euroatlantskim integracijskim procesima", izjavio je Crvenkovski u svojem inauguracijskom obraćanju parlamentu 12. svibnja.
Izabran je za predsjednika Sjeverne Makedonije 28. travnja 2004. u drugom krugu izbora. Prijevremeni izbori održani su nakon smrti bivšeg makedonskog predsjednika Borisa Trajkovskog koji je poginuo u avionskoj nesreći 26. veljače 2004. godine. Tada je dužnost premijera podnio ostavku.
Crvenkovski nije kandidiran za drugi mandat na predsjedničkim izborima u ožujku 2009. godine. Umjesto toga, vratio se u njegovoj stranci i bio je izabran da bude šef stranke 24. svibnja 2009. godine